# Cesare Nordio
Cesare Nordio (Trieste, 31 agosto 1891 – Bologna, 8 settembre 1977) è stato un compositore italiano.

## Biografia
Fu direttore del Liceo Musicale di Bologna e del Conservatorio Claudio Monteverdi di Bolzano. A lui si deve la fondazione del Concorso pianistico internazionale Ferruccio Busoni, uno dei più prestigiosi concorsi pianistici esistenti, intitolato alla memoria di Ferruccio Busoni. 
Durante il suo periodo a Bologna ospitò molti grandi musicisti, tra cui Igor' Stravinskij e Arturo Toscanini. Fu Nordio a dover fronteggiare, il 14 maggio 1931, la squadraccia fascista che schiaffeggiò il maestro Toscanini per essersi rifiutato di eseguire l'inno fascista "Giovinezza" prima del previsto concerto dedicato a Giuseppe Martucci. Di fronte alla porta del Conservatorio di Bologna, il capo della squadra fascista affrontò Nordio con le parole "In questo luogo si sostiene che Toscanini sia il Dio della musica, ma tutti sanno che di Dio ne esiste uno solo, e si chiama Benito Mussolini". A seguito di questo episodio, Toscanini abbandonò frettolosamente l'Italia.

### Il Concorso Busoni
Nel gennaio 1949, allora direttore del Conservatorio Claudio Monteverdi di Bolzano, meditando sul fatto che nessuno avesse pensato alla ricorrenza del venticinquesimo anniversario della scomparsa del grande pianista e compositore empolese, promosse la nascita di un concorso dedicato a Ferruccio Busoni. Si rivolse in primo luogo al pianista Arturo Benedetti Michelangeli, che accolse con entusiasmo la proposta e contribuì con una somma generosa. Il premio, oltre ad una somma di denaro e ad un pianoforte a mezza coda, prevedeva la scrittura per un certo numero di concerti. La prima giuria fu formata da alcuni fra i più grandi musicisti dell'epoca, che risposero con entusiasmo all'invito di Nordio: Alfred Cortot, Edwin Fischer, Wilhelm Backhaus, Claudio Arrau, Paul Baumgartner, Rudolf Serkin, Arthur Rubinstein, Gino Tagliapietra, Robert Casadesus, Egon Petri, Walter Gieseking, Nikita Magaloff e Alexander Borowski. Aderì anche, con entusiasmo, il pianista rumeno Dinu Lipatti, che però scomparve di lì a poco.
Il concorso doveva essere una manifestazione da svolgersi una tantum, in occasione dell'anniversario. Successe però che la giuria non decretò alcun vincitore e così il concorso venne ripetuto. Nessun vincitore fu proclamato fino al 1952 (primo premio a Sergio Perticaroli). La competizione aveva nel frattempo raggiunto una tale fama e prestigio che venne trasformata in concorso annuale (biennale dagli anni 2000).